# Praga 17
Praga 17 – dzielnica Pragi rozciągająca się na zachód od centrum miasta, na zachód od Wełtawy. Składa się z mniejszych dzielnic: Zličín.
Obszar dzielnicy wynosi 3,26 km² i jest zamieszkiwany przez 25 365 mieszkańców (2008).